# PUB (Stockholm)
Pour les articles homonymes, voir Pub.
PUB était l'un des principaux grands magasins de Stockholm, en Suède, réparti sur deux bâtiments situés à Hötorget, dans le quartier Norrmalm du centre-ville de Stockholm. Ouvert en 1882, PUB s'est rapidement développé. Le nom PUB provient des initiales de Paul Urbanus Bergström, le fondateur du magasin, qui possédait de nombreux immeubles et commerces dans la région. 
À la fin du XXe siècle, les quatre étages supérieurs du grand magasin sont convertis en hôtel. En 2015, des plans sont annoncés pour fermer la partie restante du magasin et convertir l'ensemble du bâtiment en hôtel. 

## Les autres informations
- En avril 1917, Lénine visite Stockholm, où les communistes suédois Ture Nerman et Fredrik Ström emmènent leur camarade au PUB où ils lui achètent un nouveau costume[2].
- Greta Garbo a commencé à travailler comme employée à la PUB en 1920. Elle quitte ce travail en 1922 pour étudier au Royal Dramatic Theatre de Stockholm[3].
- En décembre 2009, PUB réagit à la polémique entourant Noko Jeans en retirant ses produits de la vente[4].

## Galerie

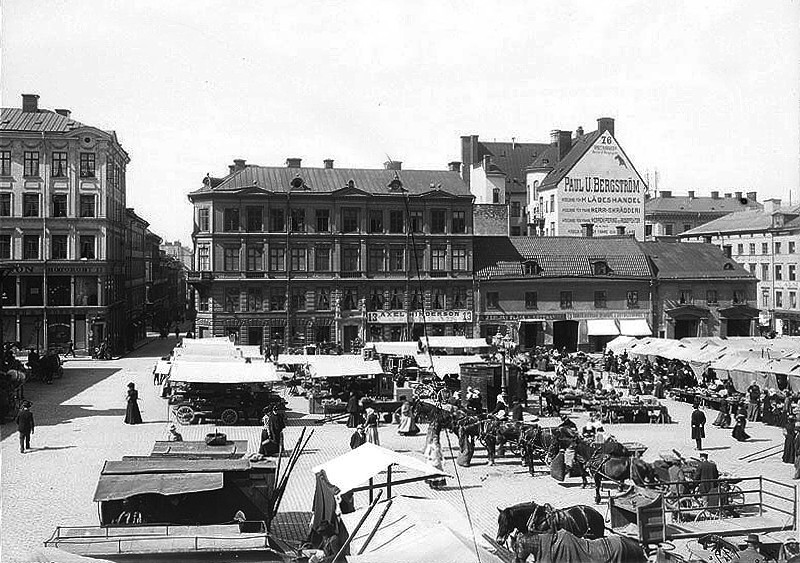
Vue de Hötorget où le nom du fondateur, Paul U. Bergström, est peint au mur à droite. Photo: vers 1920
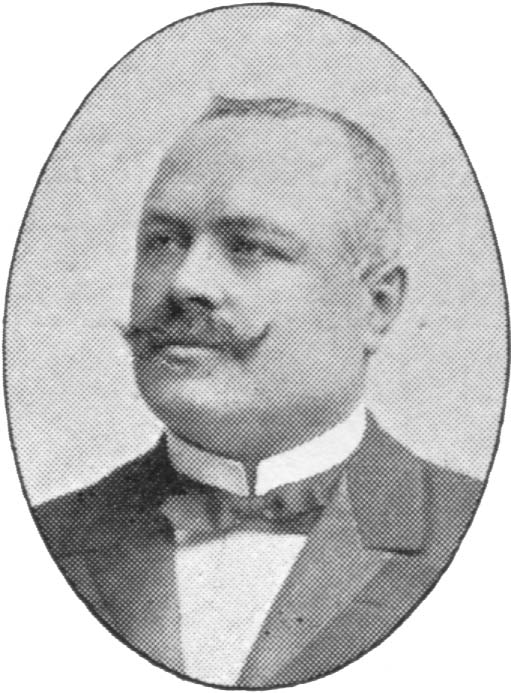
Paul U. Bergström, Paul Urbanus Bergström, (1860-1934), fondateur du grand magasin PUB à Stockholm.
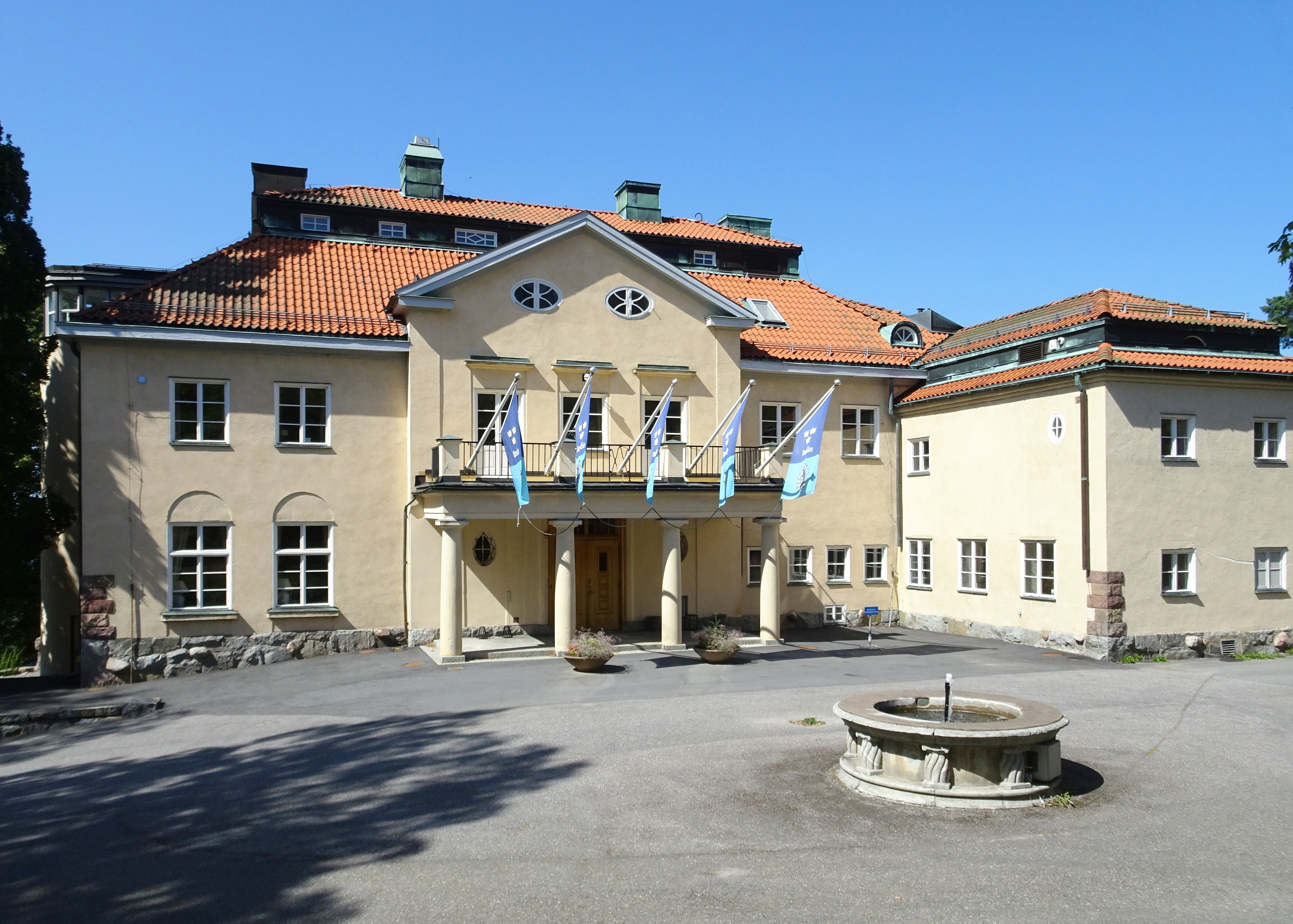
Maison privée "Villa Paulsro" de Paul Bergström à Bosön, Lidingö, qui appartient aujourd'hui à la Confédération suédoise des sports.